# Chelonus capsularis
Chelonus capsularis är en stekelart som beskrevs av Josef Fahringer 1934. Chelonus capsularis ingår i släktet Chelonus och familjen bracksteklar. Utöver nominatformen finns också underarten C. c. acuminatus.